# Опойовиці
Опойовиці (пол. Opojowice) — село в Польщі, у гміні Чарножили Велюнського повіту Лодзинського воєводства.
Населення — 280 осіб (2011).
У 1975-1998 роках село належало до Серадзького воєводства.

## Демографія
Демографічна структура станом на 31 березня 2011 року:
|          | Загалом | Допрацездатний вік | Працездатний вік | Постпрацездатний вік |
| -------- | ------- | ------------------ | ---------------- | -------------------- |
| Чоловіки | 148     | 45                 | 87               | 16                   |
| Жінки    | 132     | 22                 | 76               | 34                   |
| Разом    | 280     | 67                 | 163              | 50                   |